# Brote epidémico
Un brote epidémico, y usualmente brote, es una clasificación usada en la epidemiología para referirse a la aparición repentina de una enfermedad debida a una infección en un lugar específico. Estos a menudo se limitan a un pueblo o una pequeña área. El brote es sinónimo de epidemia para evitar el sensacionalismo que conlleva esta palabra. Afectan a una región en un país o un grupo de países, y cuando esta se extiende a varias regiones continentales se trata de pandemia o epidemia global.

## Investigación
Para la investigación de posibles brote, la epidemiología ha desarrollado una serie de medidas de amplia aceptación. Según lo descrito por los Centros para el Control y Prevención de Enfermedades de los Estados Unidos de América, entre ellas están las siguientes:
- Verificar el diagnóstico relacionado con el agente infeccioso.
- Determinar la existencia del brote: es el grupo de personas enfermas.
- Investigar un brote averiguando el lugar y personas que hayan sido infectadas.
- Elaborar una hipótesis: lo que parece estar causando el brote.
- Estudio hipótesis: recoger datos y realizar análisis.
- Afinar la hipótesis y llevar a cabo un estudio más a fondo.
- Desarrollar y aplicar sistemas de control y prevención.

## Tipos
Los brotes pueden ser:
- Fuente común.
- Relacionados con riesgo conductual (ej. ETS).
- Zoonosis.